# Рахмани-Фазли, Абдолреза
Абдолреза Рахмани-Фазли (перс. عبدالرضا رحمانی فضلی‎; род. 12 сентября 1960, Ширван, Северный Хорасан) — иранский государственный и политический деятель. Работал министром внутренних дел при президенте Хасане Рухани. С 2008 по 2013 год был председателем Высшего аудиторского суда Ирана.

## Ранний период жизни и образование
Родился в Ширване в 1959 году. Окончил Мешхедский университет имени Фирдоуси. Также получил докторскую степень по географии в Университете Тарбиат-Модаррес.

## Карьера
Занимал различные должности, включая: должность главы отдела планирования, члена парламента, заместителя председателя «Голоса Исламской республики Иран», заместителя главы экономических и международных отношений в Министерстве внутренних дел. В октябре 2005 года был назначен секретарём и заместителем главы Высшего совета национальной безопасности. Был заместителем Али Лариджани, отвечающим за культурные, социальные и медийные вопросы во время первого президентского срока Махмуда Ахмадинежада. Ушёл в отставку с должности в ноябре 2007 года, через месяц после назначения Саида Джалили главой совета.
В июле 2008 года был назначен председателем Высшего аудиторского суда Ирана. В июле 2012 года был повторно назначен на эту должность ещё на четыре года.
В конце июля 2013 года информационное агентство Mehr News Agency сообщило, что он является единственным кандидатом на должность министра внутренних дел в правительстве президента Хасана Рухани. Был выдвинут на эту должность Хасаном Рухани 4 августа. Был утвержден парламентом 15 августа, заменив Мостафу Мохаммада Наджара на этом посту. Получил 256 голосов «за» и 19 голосов «против», в то время как 9 членов парламента не присутствовали на сессии. 24 августа 2013 года президент Хасан Рухани дополнительно назначил его генеральным секретарём Главного управления по контролю за оборотом наркотиков.
В интервью в ноябре 2019 года упомянул протестующих граждан, заявив: «Мы стреляли им и в голову, и в ноги, не только в голову. Мы также стреляли по ногам!» 1500 человек были убиты за две недели протестов по всему Ирану. Иранские чиновники позже признали, что одобрили стрельбу боевыми патронами по мирным протестующим по его приказу.

## Взгляды
Придерживается консервативных взглядов и является давним соратником бывшего спикера парламента Али Лариджани.

## Санкции
В мае 2020 года Государственный департамент США ввёл  против него санкции из-за его предполагаемой роли в подавлении иранских протестов 2019 года и нарушений прав человека в отношении иранского народа.